# Timma
Timma (nep. तिम्मा) – gaun wikas samiti we wschodniej części Nepalu w strefie Kośi w dystrykcie Bhojpur. Według nepalskiego spisu powszechnego z 2001 roku liczył on 635 gospodarstw domowych i 3251 mieszkańców (1642 kobiet i 1609 mężczyzn).